# Торза (Удине)
Торза је насеље у Италији у округу Удине, региону Фурланија-Јулијска крајина.
Према процени из 2011. у насељу је живело 880 становника. Насеље се налази на надморској висини од 12 м.